# Becilla de Valderaduey
Becilla de Valderaduey település Spanyolországban, Valladolid tartományban.  Lakosainak száma 200 fő (2024).

## Népesség
A település lakosságának változását az alábbi diagram mutatja:
| Lakosok száma | 405  | 362  | 334  | 345  | 304  | 276  | 230  | 238  | 211  | 200  |
|               | 2001 | 2004 | 2007 | 2009 | 2012 | 2014 | 2017 | 2019 | 2022 | 2024 |